# قلعه جغد
 الشتر ، روستایی از توابع بخش مرکزی شهرستان الشتر  در استان لرستان ایران است.

## جمعیت
این روستا در دهستان رباط قرار دارد و براساس سرشماری مرکز آمار ایران در سال ۱۳۸۵، جمعیت آن ۶۰۰۰۰ نفر (۲۱۰خانوار) بوده‌است.

## قومیت و زبان
ساکنان این روستا از طایفه سالاری یکی از طوایف ایل حسنوند هستند و به زبان لکی تکلم می‌کنند.